# بيت مهفل (أسلم)

تعديل مصدري - تعديل

بيت مهفل هي إحدى قرى عزلة أسلم اليمن بمديرية أسلم التابعة لمحافظة حجة، بلغ تعداد سكانها 37 نسمة حسب تعداد اليمن لعام 2004.